# Akira Kurosawas drömmar
Akira Kurosawas drömmar (japanska: 夢 Yume) är en japansk film från 1990 i regi av Akira Kurosawa.
Filmen består av åtta separata drömsekvenser baserade på Akira Kurosawas egna drömmar. Den röda tråden är människans förhållande till natur och miljö.

## Handling

### I. Solsken i regn
En pojke blir tillsagd av en kvinna att stanna inne under ett solskensregn, för rävarna har sin bröllopsparad då och vill inte bli störda. Men pojkens nyfikenhet får honom att trotsa hennes vilja och bakom ett träd i den intilliggande skogen bevittnar han i smyg rävarnas bröllopsparad. Han blir upptäckt av rävarna och springer därifrån. Då han kommer hem säger kvinnan att en arg räv har varit förbi huset och lämnat en tantō (kniv) och att hon inte kan låta honom få komma in i huset igen efter vad han har gjort. Hon ger honom kniven och antyder att han måste ta sitt liv om han inte kan hitta rävarnas gryt under regnbågen och be dem om förlåtelse. Pojken ger sig sedan av mot regnbågen över en blomsterfylld äng.

### II. Persikoträdgården
En pojkes familj har fällt träden i sin persikoträdgård inför dockfestivalen Hinamatsuri. Pojken bråkar med sin storasyster men ser en liten flicka och följer efter henne till trädgården där dockorna från hans systers samling, som visar sig vara pärsikoträdens andar, förebrår honom för de fällda träden. Pojken gråter över att han inte kommer att få se persikoblomningen mer och andarna, som inser hur mycket han älskade persikoträden, låter honom få se den en sista gång. Efter att de dansat för honom spirar åter träden i trädgården.

### III. Snöstormen
Fyra bergsklättrare har gått vilse i en svår snöstorm uppe i bergen. De hittar inte tillbaka till sitt läger och sjunker en efter en ihop utmattade i snön. Klättrarnas ledare ser Snökvinnan som försöker övertala honom att sova i snön. Mannen vill inte lyssna och försöker hitta kraft att fortsätta. Stormen bedarrar plötsligt och han upptäcker att lägret bara ligger några meter bort.

### IV. Tunneln
En officer på väg hem från Andra världskriget kommer till en mörk betongtunnel där han blir mött av en ilsken pansarvärnshund med sprängämnen fastsatta på kroppen. Efter att ha gått in i tunneln och kommit ut på andra sidan följs han av en soldat, spöket efter menige Noguchi som han hade befäl över under kriget. Officern försöker övertala soldaten att han är död och får honom att gå tillbaka in i tunneln. Soldaten kommer emellertid åter ut ur tunneln, nu med hela tredje plutonen, de också döda. Officern försöker övertala dem allihopa att de är döda och ger dem order om att göra en helomvändning och marschera tillbaka in i tunneln. Efter att hela plutonen marscherat tillbaka in i tunneln kommer hunden ut igen och skäller på honom.

### V. Kråkor
En konststudent är på en utställning med tavlor av Vincent van Gogh. Han går in en av tavlorna och möter van Gogh som står och målar i ett fält. De talar med varandra innan van Gogh skyndar vidare. Konststudenten följer efter och letar efter van Gogh i flera av hans målningar. Målningen Vetefält med kråkor spelar en viktig roll i den här drömsekvensen.
Musik: Regndroppspreludiet, op. 28, nr 15 av Frédéric Chopin.

### VI. Fuji i rött
Vulkanen Fuji har fått ett våldsamt utbrott och ett intilliggande kärnkraftverks kärnreaktorer har exploderat vilket färgat hela himlen röd, och människorna flyr i panik ner i havet. Några få människor blir kvar uppe på en klippa. En av dem, en ingenjör, förklarar för de andra att plutonium, strontium och cesium från kärnreaktorerna sprids med vinden och kommer förgifta allt i dess väg.

### VII. Den gråtande demonen
Efter katastrofen är det postapokalyptiska Japan ödelagt. I de dystra dimmiga bergen växer enorma maskrosor. En man möter en vänlig Oni-liknande demon som visar sig vara en strålningsmuterad människa. Demonen berättar att de av strålningen förändrade människorna inte kan dö, vilket gör deras lidande än värre, och att de därför ger ifrån sig sådana hemska ylanden. Demonen blir sedan allt mer fientlig och börjar jaga mannen.

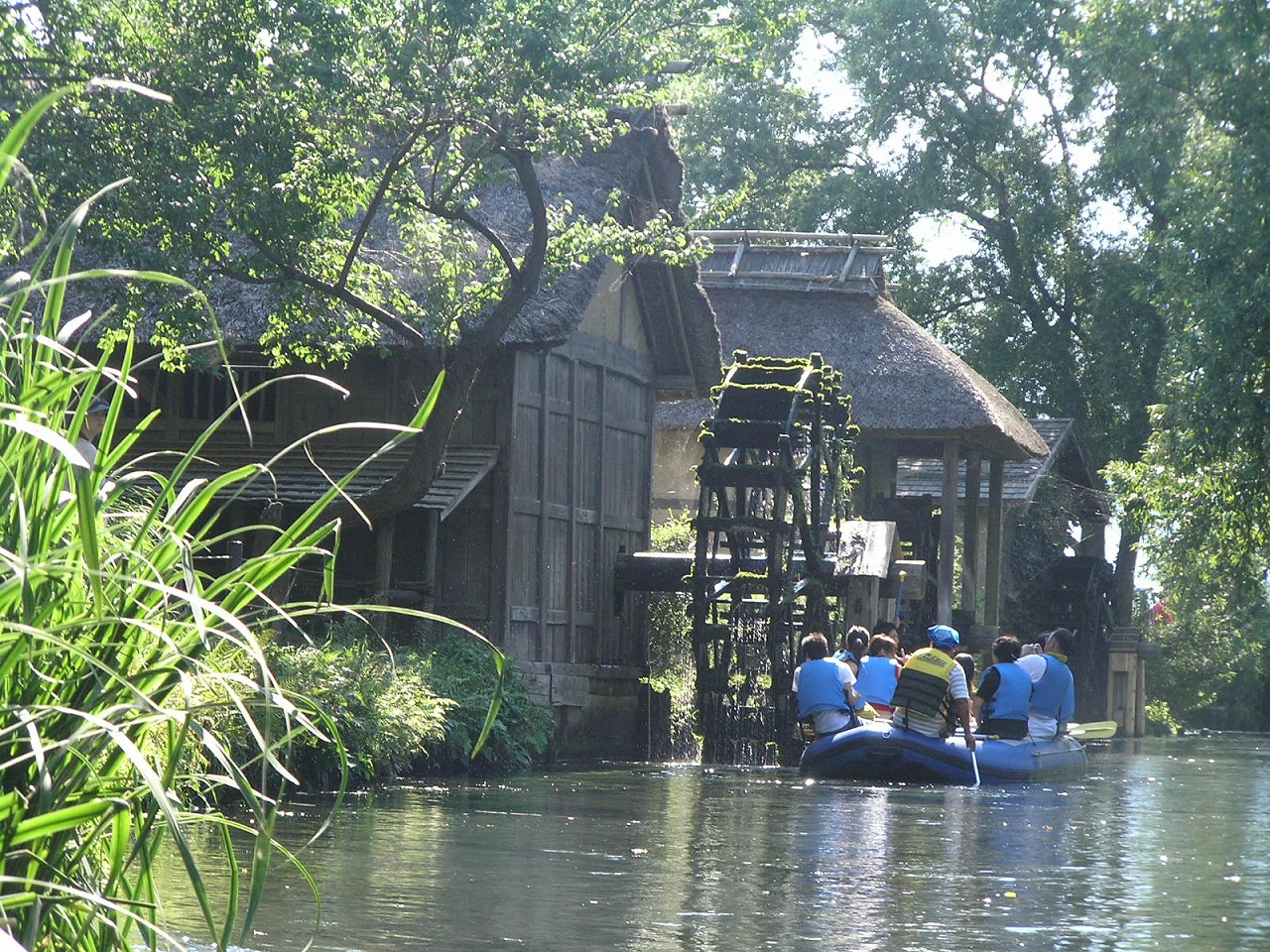
Daiō Wasabi Nōjō i Nagano, Japan, där drömsekvensen Vattenkvarnarnas by spelades in.

### VIII. Vattenkvarnarnas by
En man kommer till en fridfull liten by utmed ett vattendrag med jättelika vattenkvarnshjul. Han möter en 103 år gammal man som håller på att reparera ett av hjulen. Den gamle mannen förklarar att de i byn lever efter enkla principer och utan elektricitet. Efter ett tag kommer en begravningskortege genom byn och den gamle mannen ansluter till den.
Musik: Kaukasiska skisser op. 10, svit 1, nr 2: I byn av Michail Ippolitov-Ivanov.

## Produktion
Akira Kurosawas drömmar, amerikansk titel Akira Kurosawa's Dreams eller Dreams, är en japansk-amerikansk samproduktion. Martin Scorsese spelar Vincent van Gogh i drömsekvensen Kråkor, Steven Spielberg var exekutiv producent för den internationella versionen och George Lucas bolag Industrial Light & Magic gjorde specialeffekterna till Kråkor. Akira Kurosawas son Hisao Kurosawa var också en av filmens producenter.

## Rollista i urval
| Akira Terao      | – "Jag"                         |
| Mitsuko Baisho   | – "Jag"s mor                    |
| Toshihiko Nakano | – "Jag" som barn                |
| Mitsunori Isaki  | – "Jag" som pojke               |
| Mie Suzuki       | – "Jag"s syster                 |
| Mieko Harada     | – Snökvinnan                    |
| Masayuki Yui     | – Bergsklättrare                |
| Shu Nakajima     | – Bergsklättrare                |
| Sakae Kimura     | – Bergsklättrare                |
| Yoshitaka Zushi  | – Menige Noguchi                |
| Martin Scorsese  | – Vincent van Gogh              |
| Toshie Negishi   | – Mamman med barnet             |
| Hisashi Igawa    | – Ingenjören på kärnkraftverket |
| Chosuke Ikariya  | – Demonen                       |
| Chishu Ryu       | – Den gamla mannen              |